# Changsha
För andra betydelser, se Changsha (olika betydelser).
Changsha är en stad på prefekturnivå och huvudstad i provinsen Hunan i Kina. Staden är belägen vid Xiangfloden, en biflod till Yangtse-floden.

## Historia

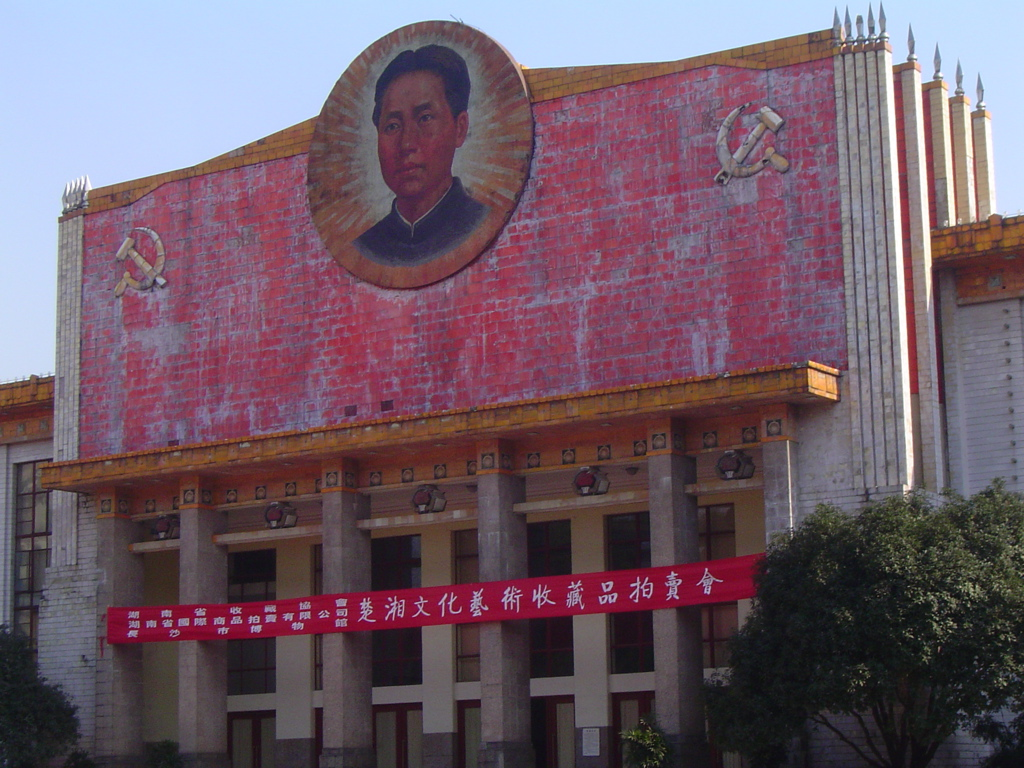
Mao-museet i Changsha.

Den första bosättningen kom antagligen till under det första årtusendet före Kristus. 202 f.Kr. var Changsha redan en befäst stad. Under Handynastin var staden också huvudstad för kungadömet Changsha.
Yuelu-akademin grundades i Changsha 976 under Song-dynastin, raserades av krig 1127, och återuppbyggdes 1165. Den framstående neokonfucianska filosofen Zhu Xi undervisade där 1165. Skolan förstördes åter av mongolerna, men återuppbyggdes på 1400-talet under Mingdynastin). 1903 omvandlades skolan till Hunans högskola och det moderna  Hunan-universitetet är en arvtagare till akademin.
Staden öppnades för utrikeshandel enligt ett fördrag mellan Kina och Japan 1903. Som en följd av detta grundades nya fabriker, kyrkor och skolor. College of Yale in China en skola som grundats av det amerikanska Yaleuniversitetet blev senare ett medicinskt center vid namn Xiangya och en fortsättningsskola Yali-skolan.
Mao Zedong, grundläggaren av Folkrepubliken Kina, började sin politiska bana i Changsha och grunden för hans kommunistiska åskådningar lades här. Han var elev vid Hunans första lärarhögskola mellan 1913 och 1918.
Under det andra kinesisk-japanska kriget hamnade Changsha på grund av sitt strategiska läge i skottlinjen flera gånger. Inte mindre än fyra slag utspelades i staden, 1939, 1941, 1942 och 1944. Staden skadades svårt av striderna och återuppbyggdes inte förrän efter grundandet av Folkrepubliken Kina 1949.

## Administrativ indelning
Changsha består av fem stadsdistrikt, tre härad och en stad på häradsnivå:
|                        | Indelning.          |                        |                |           | Bef.  | Yta    | Täthet |
| ---------------------- | ------------------- | ---------------------- | -------------- | --------- | ----- | ------ | ------ |
|                        | Förenklad kinesiska | Traditionell kinesiska | Pinyin         | 2010      | km²   | /km²   |        |
| Den egentliga staden   |                     |                        |                |           |       |        |        |
| ■ Furong-distriktet    | 芙蓉区              | 芙蓉區                 | Fúróng qū      | 523 730   | 42    | 12 470 |        |
| ■ Tianxin-distriktet   | 天心区              | 天心區                 | Tiānxīn qū     | 475 663   | 74    | 6 428  |        |
| ■ Yuelu-distriktet     | 岳麓区              | 嶽麓區                 | Yuèlù qū       | 801 861   | 552   | 1 453  |        |
| ■ Kaifu-distriktet     | 开福区              | 開福區                 | Kāifú qū       | 567 373   | 187   | 3 034  |        |
| ■ Yuhua-distriktet     | 雨花区              | 雨花區                 | Yǔhuā qū       | 725 353   | 114   | 6 363  |        |
| Förorter och landsbygd |                     |                        |                |           |       |        |        |
| ■ Wangcheng-distriktet | 望城区              | 望城區                 | Wàngchéng qū   | 523 489   | 970   | 540    |        |
| ■ Liuyangs stad        | 浏阳市              | 瀏陽市                 | Liúyáng shì    | 1 278 928 | 4 999 | 256    |        |
| ■ Changsha härad       | 长沙县              | 長沙縣                 | Chángshā xiàn  | 979 665   | 1 997 | 491    |        |
| ■ Ningxiang härad      | 宁乡县              | 寧鄉縣                 | Níngxiāng xiàn | 1 168 056 | 2 906 | 402    |        |

## Klimat
Genomsnittlig årsnederbörd är 1 884 millimeter. Den regnigaste månaden är maj, med i genomsnitt 338 mm nederbörd, och den torraste är oktober, med 45 mm nederbörd.